# وس کار
وسلی دین «وس» کار (انگلیسی: Wesley Dean "Wes" Carr؛ زادهٔ ۱۴ سپتامبر ۱۹۸۲) خواننده-ترانه‌پرداز اهل استرالیا است. وی از سال ۲۰۰۳ میلادی تاکنون مشغول فعالیت بوده‌است.